# Sørum
Sørum war eine norwegische Kommune im Fylke Akershus östlich von Oslo. Sie wurde erstmals 1837 gebildet, als die weltlichen administrativen Bezirke den kirchlichen Bezirken angeglichen wurden. Am 1. Januar 1908 wurde ein unbewohnter Teil der Kommune Ullensaker zugeschlagen. Am 1. Januar 1962 wurde eine neue Kommune Sørum aus den bisherigen Kommunen Sørum und Blaker gebildet. 
Sørum ging zum 1. Januar 2020 in die neu gegründete Kommune Lillestrøm über.

## Geschichte

Altes Wappen des Sudreimr-Clans

Im Fluss Glomma wurde bei Sørumsand einer der ältesten Einbäume gefunden, das sog. Sørumbåten aus der Zeit um 300 v. Chr. Ein anderer Einbaum wurde in Siljan in Telemarken geborgen. 
Das ehemalige Wappen Sørums wird als Fünfblättrige rote Rose auf goldenem Grund beschrieben. Die Rose ist das alte Adelswappen des Sudreim-Geschlechtes, eines der mächtigsten Adelsgeschlechter im Mittelalter. Dieses Geschlecht war damals der größte Grundbesitzer im Distrikt und hatte seinen Stammsitz in Sudreimr, zeitweise die einzige Baronie in Romerike. Sudreimr lag in der heutigen Sørum-Kommune und sein Name wurde später in Sørum geändert.
1166 wurde Erling Skakke aus einem Hinterhalt am Rydjøkul bei Sørum von den Männern des Olav Ugjæva überfallen und verletzt, schlug dessen Aufstand jedoch nieder.

## Persönlichkeiten
- Christian Birch-Reichenwald (1814–1891), Politiker
- Adolf Hoel (1879–1964), Geologe und Polarforscher
- Birger Leirud (1924–1999), Hochspringer
- Solveig Sollie (* 1939), Politikerin
- Marius Lindvik (* 1998), Skispringer